# Homrogd
Homrogd község Borsod-Abaúj-Zemplén vármegyében, a Szikszói járásban.

## Fekvése
A Cserehát középső-déli részén helyezkedik el, Szikszótól északra, a megyeszékhely Miskolctól kb. 25 kilométerre északkeletre.
A közvetlenül határos települések: észak felől Monaj, északkelet felől Léh, kelet felől Kázsmárk, dél felől Alsóvadász, nyugat felől pedig Hangács.

### Megközelítése
Csak közúton érhető el, a 2622-es úton, Szikszó-Alsóvadász, vagy a tőle északabbra fekvő kisebb községek (Selyeb-Monaj, Felsővadász-Kupa vagy Lak-Tomor) valamelyikének érintésével. Keleti és nyugati szomszédaival nincs kiépített közúti kapcsolata.

## Története
Az Árpád-kori település nevét 1256-ban említik először Humurugd néven. 1328-ban Homorokd, 1332-ben Humurucd alakban írták nevét. 1256-ban a homrogdi nemesek földje, Pocsaj határosa volt. 1320-ban a tornai alispán előtt szerepel egy Homrogdi nemes tisztje. 1332-ben a pápai tizedjegyzék szerint papja 12 garas pápai tizedet fizetett.
A török időkben elnéptelenedett a falu, a 18. század közepén ukrán bevándorlókkal települt be újra. A 18. század végén a Bagossyak jelentős birtokosok.
Borovszky Samu az 1900-as évek elején írta a községről: „Homorogd község körjegyzőséggel / Bagossy Géza körjegyző 1930-45 /, 99 házzal és 630 magyar lakossal. Postája helyben, távírója Halmaj.”

## Közélete

### Polgármesterei
- 1990–1994: Ifj. Juhász Imre (független)[3]
- 1994–1998: Dr. Juhász Imre (független)[4]
- 1998–2002: Dr. Juhász Imre (független)[5]
- 2002–2006: Dr. Juhász Imre (független)[6]
- 2006–2010: Dr. Juhász Imre (független)[7]
- 2010–2014: Dr. Juhász Imre (független)[8]
- 2014–2019: Juhász Gábor (független)[9]
- 2019–2024: Juhász Gábor (független)[10]
- 2024– : Olajos Zsolt (független)[1]

## Népesség
A település népességének változása:
| Lakosok száma | 933  | 916  | 891  | 839  | 902  | 911  | 914  |
|               | 2013 | 2014 | 2015 | 2021 | 2022 | 2023 | 2024 |

2001-ben a település lakosságának 81%-a magyar, 19%-a cigány nemzetiségűnek vallotta magát.
A 2011-es népszámlálás során a lakosok 96,7%-a magyarnak, 27,6% cigánynak, 5,2% ruszinnak mondta magát (3,3% nem válaszolt; a kettős identitások miatt a végösszeg nagyobb lehet 100%-nál). A vallási megoszlás a következő volt: római katolikus 41,5%, református 7,3%, görögkatolikus 39%, felekezeten kívüli 2,9% (8,6% nem válaszolt).
2022-ben a lakosság 94,3%-a vallotta magát magyarnak, 17% cigánynak, 5,7% ruszinnak, 0,1-0,1% horvátnak, németnek, románnak és ukránnak, 0,7% egyéb, nem hazai nemzetiségűnek (5,5% nem nyilatkozott; a kettős identitások miatt a végösszeg nagyobb lehet 100%-nál). Vallásuk szerint 29,7% volt római katolikus, 5,8% református, 36,1% görög katolikus, 0,1% egyéb keresztény, 6,7% felekezeten kívüli (21,3% nem válaszolt).

## Látnivalók
- Görögkatolikus templom (1827, régi ikonosztáz)
- Móra Ferenc-kiállítás
- Tornácos parasztházak
- Kúria (ma turistaszálló)

## Környező települések
Alsóvadász (6 km), Kupa (6 km), Monaj (kb. 4 km), Tomor (7 km), a legközelebbi város: Szikszó (11 km).